# Kurt Heinrich Vetter
Kurt Heinrich Vetter  (* 17. Juni 1862 in Breitenbach am Herzberg; † 4. November 1945 ebenda) war ein deutscher Kommunalpolitiker und Abgeordneter des Provinziallandtages der preußischen Provinz Hessen-Nassau.

## Leben
Kurt Vetter wurde als Sohn des Posthalters Elias Vetter und dessen Ehefrau Elisabeth Stein geboren. Er war in den Jahren von 1903 bis 1933 Bürgermeister in seinem Heimatort.  Aus dieser Funktion heraus erhielt er 1904 einen Sitz im Kurhessischen Kommunallandtag des preußischen Regierungsbezirks Kassel,  aus dessen Mitte er zum Abgeordneten für den Provinziallandtag der Provinz Hessen-Nassau bestimmt wurde. Vetter war parteilos, agierte für die Freie Arbeitsgemeinschaft und blieb bis zum Jahre 1920 in den Parlamenten. 